# Вознесенський (Мамонтовський район)
Вознесе́нський (рос. Вознесенский) — селище у складі Мамонтовського району Алтайського краю, Росія. Входить до складу Буканської сільської ради.

## Населення
Населення — 9 осіб (2010; 12 у 2002).
Національний склад (станом на 2002 рік):
- росіяни — 100 %